# Toray Pan Pacific Open 2023
Toray Pan Pacific Open 2023 byl tenisový turnaj na ženském profesionální okruhu WTA Tour hraný v Tenisovém parku Ariake s centrem Ariake Coliseum. Třicátý osmý ročník Pan Pacific Open probíhal mezi 25. zářím až 1. říjnem 2023 v japonské metropoli Tokiu na dvorcích s tvrdým povrchem.
Turnaj dotovaný 780 637 dolary patřiů do kategorie WTA 500. Nejvýše nasazenou singlistkou se stala světová dvojka Iga Świąteková z Polska, kterou po osmi vzájemných výhrách ve čtvrtfinále poprvé v kariéře porazila Kuděrmetovová. Jako poslední přímá účastnice měla do dvouhry nastoupit 25. hráčka žebříčku, Češka Karolína Plíšková, která se však odhlásila pro zraněné zápěstí a předčasně ukončila sezónu.
V důsledku invaze Ruska na Ukrajinu na konci února 2022 řídící organizace tenisu ATP, WTA a ITF s grandslamy rozhodly, že ruští a běloruští tenisté mohli dále na okruzích startovat, ale do odvolání nikoli pod vlajkami Ruska a Běloruska.
Druhý singlový titul ze sedmého kariérního finále na okruhu WTA Tour vybojovala světová devatenáctka Veronika Kuděrmetovová, která cestou za vítězstvím vyřadila dvě členky elitní světové pětky. Čtyhru ovládly Norka Ulrikke Eikeriová s Estonkou Ingrid Neelovou, jež získaly druhou společnou trofej.

## Rozdělení bodů a finančních odměn

### Rozdělení bodů
| Soutěž  | Soutěž       | vítězky | finalistky | semifinalistky | čtvrtfinalistky | 16 v kole | 28 v kole | Q  | Q2 | Q1 |
| ------- | ------------ | ------- | ---------- | -------------- | --------------- | --------- | --------- | -- | -- | -- |
| dvouhra | [ 3 ] [ 11 ] | 470     | 305        | 185            | 100             | 55        | 1         | 25 | 13 | 1  |
| čtyřhra | [ 12 ]       | 470     | 305        | 185            | 100             | 1         | —         | —  | —  | —  |

### Finanční odměny
| Soutěž                                | Soutěž       | vítězky   | finalistky | semifinalistky | čtvrtfinalistky | 16 v kole | 28 v kole | Q2      | Q1      |
| ------------------------------------- | ------------ | --------- | ---------- | -------------- | --------------- | --------- | --------- | ------- | ------- |
| dvouhra                               | [ 3 ] [ 11 ] | 120 150 $ | 74 161 $   | 43 323 $       | 21 075 $        | 11 500 $  | 8 310 $   | 5 590 $ | 2 860 $ |
| čtyřhra                               | [ 12 ]       | 40 100 $  | 24 300 $   | 13 900 $       | 7 200 $         | 4 350 $   | —         | —       | —       |
| částky ve čtyřhře jsou uváděny na pár |              |           |            |                |                 |           |           |         |         |

## Ženská dvouhra

### Nasazení
| Polsko                        | Iga Świąteková         | 2.  | 1. |
| USA                           | Jessica Pegulaová      | 4.  | 2. |
| Kazachstán                    | Jelena Rybakinová      | 5.  | 3. |
| Řecko                         | Maria Sakkariová       | 9.  | 4. |
| Francie                       | Caroline Garciaová     | 11. | 5. |
|                               | Darja Kasatkinová      | 13. | 6. |
|                               | Ljudmila Samsonovová   | 17. | 7. |
|                               | Veronika Kuděrmetovová | 19. | 8. |
| Žebříček WTA k 18. září 2023. |                        |     |    |

### Jiné formy účasti
Následující hráčky obdržely divokou kartu do hlavní soutěže:
- Anna Kalinská
- Mojuka Učidžimová

Následující hráčky postoupily z kvalifikace:
- Harriet Dartová
- Misaki Doiová
- Mai Hontamová
- Nacumi Kawagučiová
- Despina Papamichailová
- Rina Saigóová

Následující hráčky postoupily z kvalifikace jako šťastné poražené:
- Sakura Hosogiová
- Himeno Sakacumeová

### Odhlášení
Před zahájením turnaje
- Belinda Bencicová → nahradila ji  Tatjana Mariová
- Nacumi Kawagučiová → nahradila ji  Sakura Hosogiová
- Barbora Krejčíková → nahradila ji  Cristina Bucșová
- Magda Linetteová → nahradila ji  Petra Martićová
- Karolína Muchová → nahradila ji  Anhelina Kalininová
- Karolína Plíšková → nahradila ji  Marta Kosťuková
- Jelena Rybakinová → nahradila ji  Himeno Sakacumeová
- Markéta Vondroušová → nahradila ji  Linda Nosková

## Ženská čtyřhra

### Nasazení
| Stát                                                                      | Hráčka                      | Stát        | Hráčka            | WTA | Nasazení |
| ------------------------------------------------------------------------- | --------------------------- | ----------- | ----------------- | --- | -------- |
| Kanada                                                                    | Gabriela Dabrowská          | Nový Zéland | Erin Routliffeová | 29. | 1.       |
| Japonsko                                                                  | Šúko Aojamová               | Japonsko    | Ena Šibaharaová   | 30. | 2.       |
| Mexiko                                                                    | Giuliana Olmosová           | Brazílie    | Luisa Stefaniová  | 34. | 3.       |
| USA                                                                       | Nicole Melichar-Martinezová | Austrálie   | Ellen Perezová    | 41. | 4.       |
| Žebříček WTA k 18. září 2023; číslo je součtem umístění obou členek páru. |                             |             |                   |     |          |

### Jiné formy účasti
Následující páry obdržely divokou kartu:
- Mai Hontamová /  Mojuka Učidžimová
- Nacumi Kawagučiová /  Juki Naitóová

## Přehled finále

### Ženská dvouhra
- Veronika Kuděrmetovová vs.  Jessica Pegulaová, 7–5, 6–1

### Ženská čtyřhra
- Ulrikke Eikeriová /  Ingrid Neelová vs.  Eri Hozumiová /  Makoto Ninomijová, 3–6, 7–5, [10–5]